# (10181) Davidacomba
(10181) Davidacomba es un asteroide perteneciente al cinturón de asteroides descubierto por Paul G. Comba el 26 de marzo de 1996 desde el Observatorio de Prescott.

## Designación y nombre
Designado provisionalmente como 1996 FP3, fue nombrado en honor a la esposa del descubridor, Davida H. Comba (1928-2001). Psiquiatra de profesión, madre protectora y esposa devota, apoyó y alentó constantemente la pasión del descubridor por las observaciones de planetas menores.

## Características orbitales
Davidacomba está situado a una distancia media de 2,213 ua, pudiendo alejarse un máximo de 2,429 ua y acercarse un máximo de 1,997 ua. Tiene una excentricidad de 0,098. Emplea 1202,48 días en completar una órbita alrededor del Sol.

## Características físicas
Davidacomba tiene una magnitud absoluta de 16,34. 